# Saint-Christ-Briost
Saint-Christ-Briost és un municipi francès situat al departament del Somme i a la regió dels Alts de França. L'any 2007 tenia 440 habitants.

## Demografia

### Població

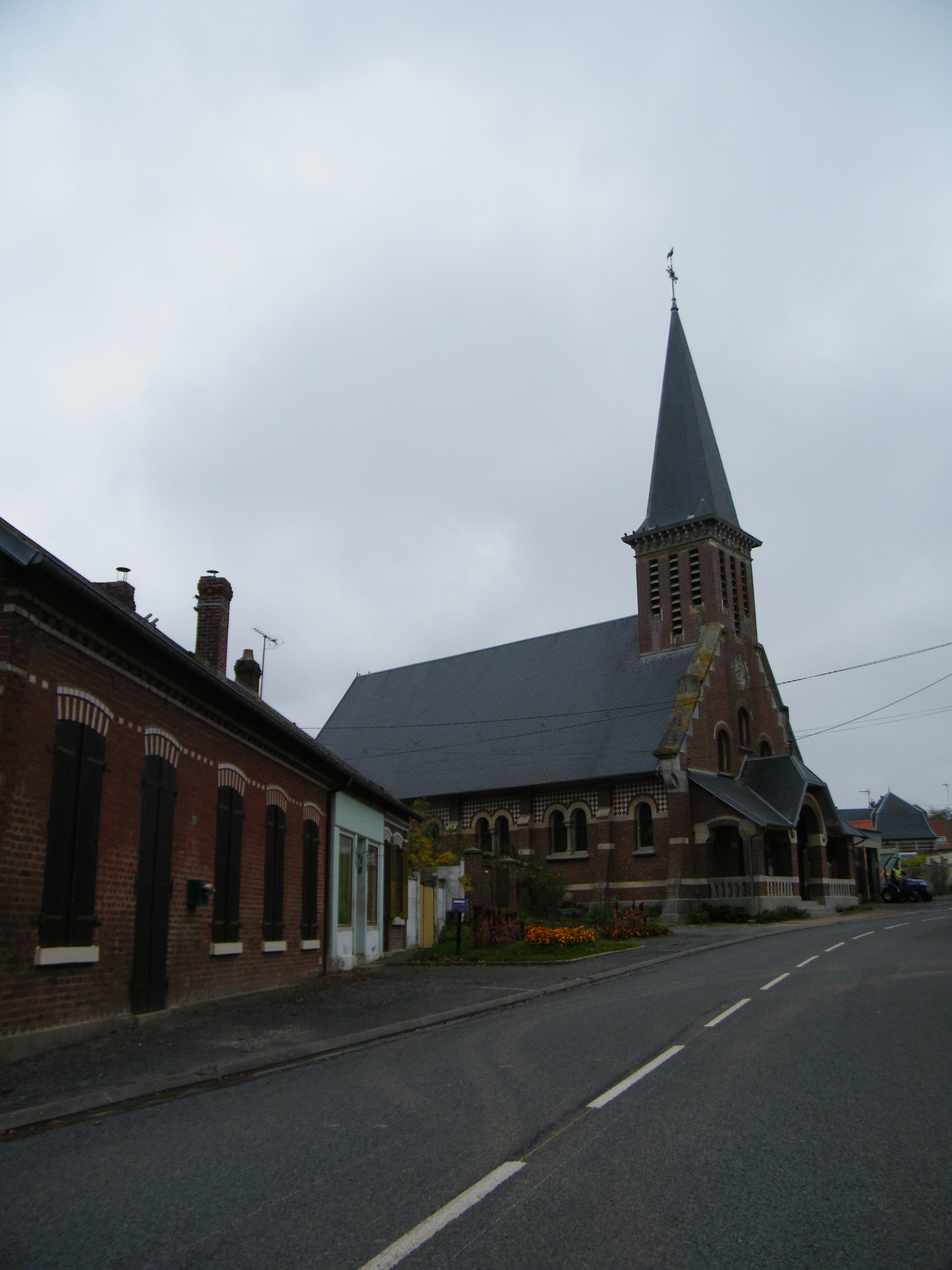

El 2007 la població de fet de Saint-Christ-Briost era de 440 persones. Hi havia 164 famílies de les quals 30 eren unipersonals (19 homes vivint sols i 11 dones vivint soles), 46 parelles sense fills, 69 parelles amb fills i 19 famílies monoparentals amb fills.
La població ha evolucionat segons el següent gràfic:
Habitants censats

### Habitatges
El 2007 hi havia 193 habitatges, 163 eren l'habitatge principal de la família, 24 eren segones residències i 6 estaven desocupats. Tots els 192 habitatges eren cases. Dels 163 habitatges principals, 130 estaven ocupats pels seus propietaris, 31 estaven llogats i ocupats pels llogaters i 3 estaven cedits a títol gratuït; 1 tenia una cambra, 3 en tenien dues, 18 en tenien tres, 55 en tenien quatre i 86 en tenien cinc o més. 112 habitatges disposaven pel capbaix d'una plaça de pàrquing. A 78 habitatges hi havia un automòbil i a 71 n'hi havia dos o més.

### Piràmide de població

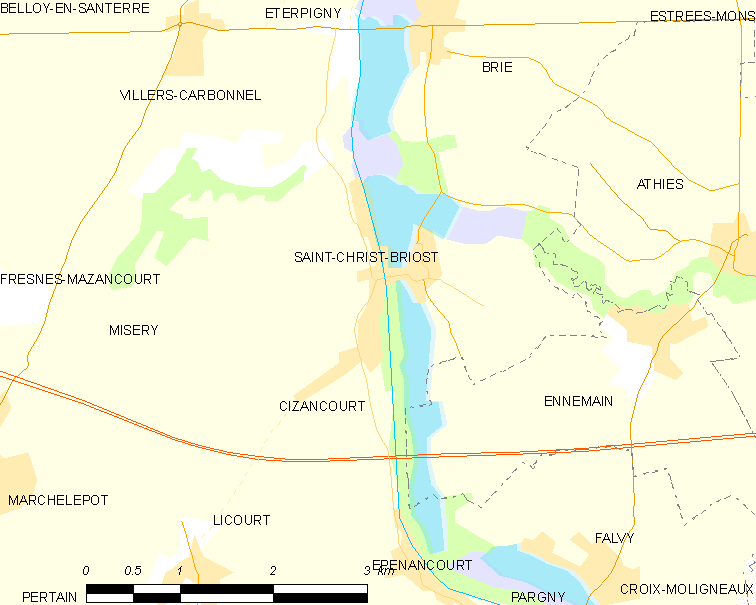

La piràmide de població per edats i sexe el 2009 era:
| Homes | Edats   | Dones |
| ----- | ------- | ----- |
| 0     | 95 o +  | 4     |
| 0     | 90 a 94 | 0     |
| 4     | 85 a 89 | 4     |
| 0     | 80 a 84 | 4     |
| 4     | 75 a 79 | 8     |
| 8     | 70 a 74 | 8     |
| 8     | 65 a 69 | 4     |
| 12    | 60 a 64 | 28    |
| 4     | 55 a 59 | 4     |
| 12    | 50 a 54 | 8     |
| 8     | 45 a 49 | 12    |
| 16    | 40 a 44 | 4     |
| 20    | 35 a 39 | 16    |
| 12    | 30 a 34 | 20    |
| 20    | 25 a 29 | 16    |
| 4     | 20 a 24 | 4     |
| 4     | 15 a 19 | 12    |
| 4     | 10 a 14 | 32    |
| 20    | 5 a 9   | 16    |
| 16    | 0 a 4   | 12    |

## Economia
El 2007 la població en edat de treballar era de 287 persones, 212 eren actives i 75 eren inactives. De les 212 persones actives 183 estaven ocupades (106 homes i 77 dones) i 29 estaven aturades (11 homes i 18 dones). De les 75 persones inactives 25 estaven jubilades, 18 estaven estudiant i 32 estaven classificades com a «altres inactius».

### Ingressos

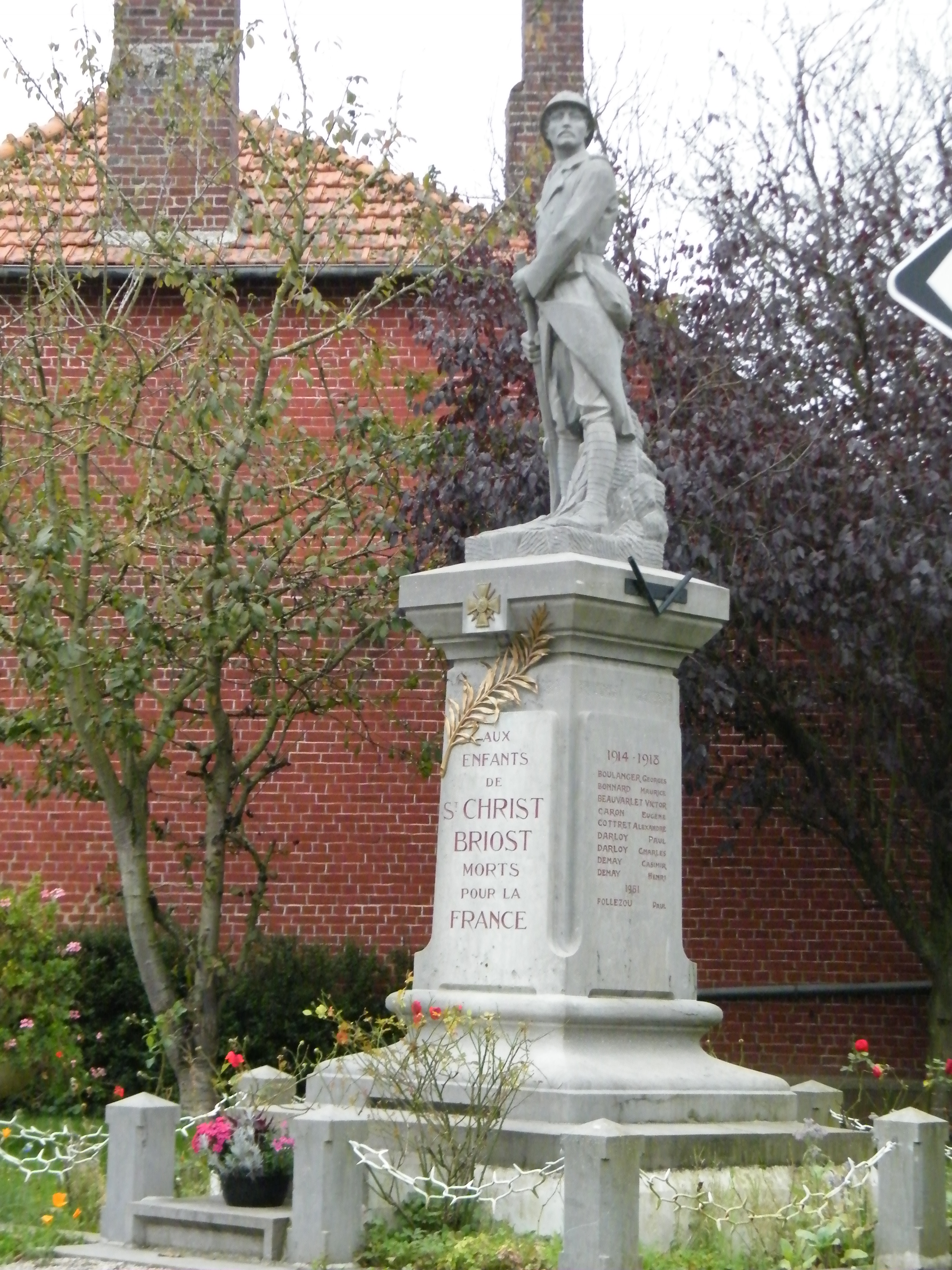

El 2009 a Saint-Christ-Briost hi havia 172 unitats fiscals que integraven 471 persones, la mediana anual d'ingressos fiscals per persona era de 16.520 €.

### Activitats econòmiques
Dels 14 establiments que hi havia el 2007, 1 era d'una empresa alimentària, 1 d'una empresa de fabricació d'altres productes industrials, 3 d'empreses de comerç i reparació d'automòbils, 1 d'una empresa de transport, 1 d'una empresa financera, 2 d'empreses immobiliàries, 1 d'una empresa de serveis, 2 d'entitats de l'administració pública i 2 d'empreses classificades com a «altres activitats de serveis».
Dels 3 establiments de servei als particulars que hi havia el 2009, 2 eren tallers de reparació d'automòbils i de material agrícola i 1 perruqueria.
L'únic establiment comercial que hi havia el 2009 era una carnisseria.
L'any 2000 a Saint-Christ-Briost hi havia 4 explotacions agrícoles.

## Equipaments sanitaris i escolars
El 2009 hi havia una escola elemental integrada dins d'un grup escolar amb les comunes properes formant una escola dispersa.

## Poblacions més properes
El següent diagrama mostra les poblacions més properes.